# Stainz bei Straden
Stainz bei Straden est une ancienne commune autrichienne du district de Südoststeiermark en Styrie.